# فرناندو نينو
فرناندو نينو (بالإسبانية: Fernando Niño Bejarano) هو لاعب كرة قدم إسباني في مركز الدفاع، ولد في 16 سبتمبر 1974 في روتا في إسبانيا. لعب مع ريال مايوركا ونادي إلتشي ونادي خيريث.

## وصلات خارجية
- فرناندو نينو على موقع قاعدة بيانات كرة القدم.إي يو (الإنجليزية)